# Goumo
Un goumo est une préparation culinaire picarde à base de crème et de sucre entrant dans la composition de certaines tartes.
Exemple : tarte à la rhubarbe